# New York Dolls
New York Dolls foi uma banda de rock norte-americana formada em Nova Iorque em 1971. Juntamente com the Velvet Underground e The Stooges, foram uma das primeiras bandas da cena punk rock primitiva. Embora a banda nunca tenha alcançado grande sucesso comercial e sua formação original tenha se desfeito rapidamente, seus dois primeiros álbuns — New York Dolls (1973) e Too Much Too Soon (1974) — se tornaram alguns dos discos cult mais populares do rock.
A formação da banda nesse período incluía o vocalista David Johansen, o guitarrista Johnny Thunders, o baixista Arthur Kane, o guitarrista e pianista Sylvain Sylvain, e o baterista Jerry Nolan. Os dois últimos haviam substituído Rick Rivets e Billy Murcia, respectivamente, em 1972. Nos palcos, a banda se caracterizava por um estilo de vestuário andrógeno, usando saltos altos, chapéus excêntricos, cetim, maquiagem, lycra e vestidos. Nolan descreveu o grupo, em 1974, como "os Dead End Kids dos dias de hoje".
Após a reunião da banda, novos músicos foram recrutados para turnês e gravações. Eles lançaram três álbuns adicionais — One Day It Will Please Us to Remember Even This (2006), Cause I Sez So (2009) e Dancing Backward in High Heels (2011). Após uma turnê britânica em 2011, junto com Alice Cooper, a banda se desfez novamente.

## Biografia
Lançaram quatro álbuns oficiais: New York Dolls (1973), Too Much Too Soon (1974), One Day It Will Please Us To Remember Even This (2006) e  Cause I Sez So (2009). A partir do álbum de 2006, Sami Yaffa (ex-Hanoi Rocks), que tocou com Johnny Thunders e Jerry Nolan, assumiu o baixo.

## Discografia

### Demos
- Actress – "Birth of the New York Dolls" (1972)
- Lipstick Killers - The Mercer Street Sessions 1972 (1981)
- Seven Day Weekend (1992)

### Álbuns de estúdio
- New York Dolls (1973)
- Too Much Too Soon (1974)
- One Day It Will Please Us to Remember Even This (2006)
- Cause I Sez So (2009)
- Dancing Backwards in High Heels (2011)

### Álbuns ao vivo
- Red Patent Leather (1984)
- Paris Le Trash (1993)
- Live In Concert, Paris 1974 (1998)
- From Paris With Love (L.U.V.) (2002)
- Morrissey Presents: The Return Of New York Dolls Live From Royal Festival Hall (2004)
- Live At the Filmore East (2008)

### Coletâneas
- New York Dolls / Too Much Too Soon (1977)
- Very Best of New York Dolls (1977)
- Night of the Living Dolls (1985)
- The Best of the New York Dolls (1985)
- New York Dolls + Too Much Too Soon (1987)
- Super Best Collection (1990)
- Rock'n Roll (1994)
- Hootchie Kootchie Dolls (1998)
- The Glam Rock Hits (1999)
- The Glamorous Life Live (1999)
- Actress: Birth of The New York Dolls (2000)
- Endless Party (2000)
- New York Tapes 72/73 (2000)
- Great Big Kiss (relançamento de Seven Day Weekend e Red Patent Leather, 2002)
- Looking For A Kiss (2003)
- Manhattan Mayhem (2003)
- 20th Century Masters – The Millennium Collection: The Best of New York Dolls (2003)
- The Return of the New York Dolls – live from Royal Festival Hall 2004 (2004)

### Singles
- "Bad Girl" / "Subway Train" (1973)
- "Jet Boy" / "Babylon" / "Who Are the Mystery Girls" (1973)
- "Personality Crisis" / "Looking for a Kiss" (1973)
- "Trash" / "Personality Crisis" (1973)
- "Stranded in the Jungle" / "Don't Start Me Talkin'" (1974)
- "(There's Gonna Be A) Showdown" / "Puss 'n' Boots" (1974)
- "Gimme Luv and Turn On the Light" (2006)